# Agira
Agira ist eine Stadt im Freien Gemeindekonsortium Enna in der Region Sizilien in Italien mit 7632 Einwohnern (Stand 31. Dezember 2023).

## Lage
Die Gemeinde Agira liegt 37 km östlich von Enna auf einer Höhe von 650 m über dem Lago Pozzillo. Agira liegt an der SS 121 Adrano–Leonforte.
Die Einwohner leben hauptsächlich von der Landwirtschaft. Es werden Getreide, Hülsenfrüchte, Mandeln, Oliven und Wein produziert. Im Handwerk gibt es weitere Arbeitsplätze in Tischlereien und Schmieden. In der Umgebung von Agira gibt es außerdem Steinbrüche und Mineralwasserquellen.
Die Nachbargemeinden sind Assoro, Castel di Iudica (CT), Catenanuova, Enna, Gagliano Castelferrato, Nissoria, Ramacca (CT) und Regalbuto.

## Geschichte
Agira wurde 399 v. Chr. als griechische Stadt gegründet. Der damalige Name war Agyrion. Danach herrschten die Römer und die Araber. Aus arabischer Zeit ist noch die Struktur des Ortes erhalten geblieben. Im Jahre 1693 wurde die Gemeinde von einem Erdbeben stark beschädigt.

## Sehenswürdigkeiten
In Agira gibt es zahlreiche sehenswerte Kirchen. Fast alle stammen aus dem 16. Jahrhundert:

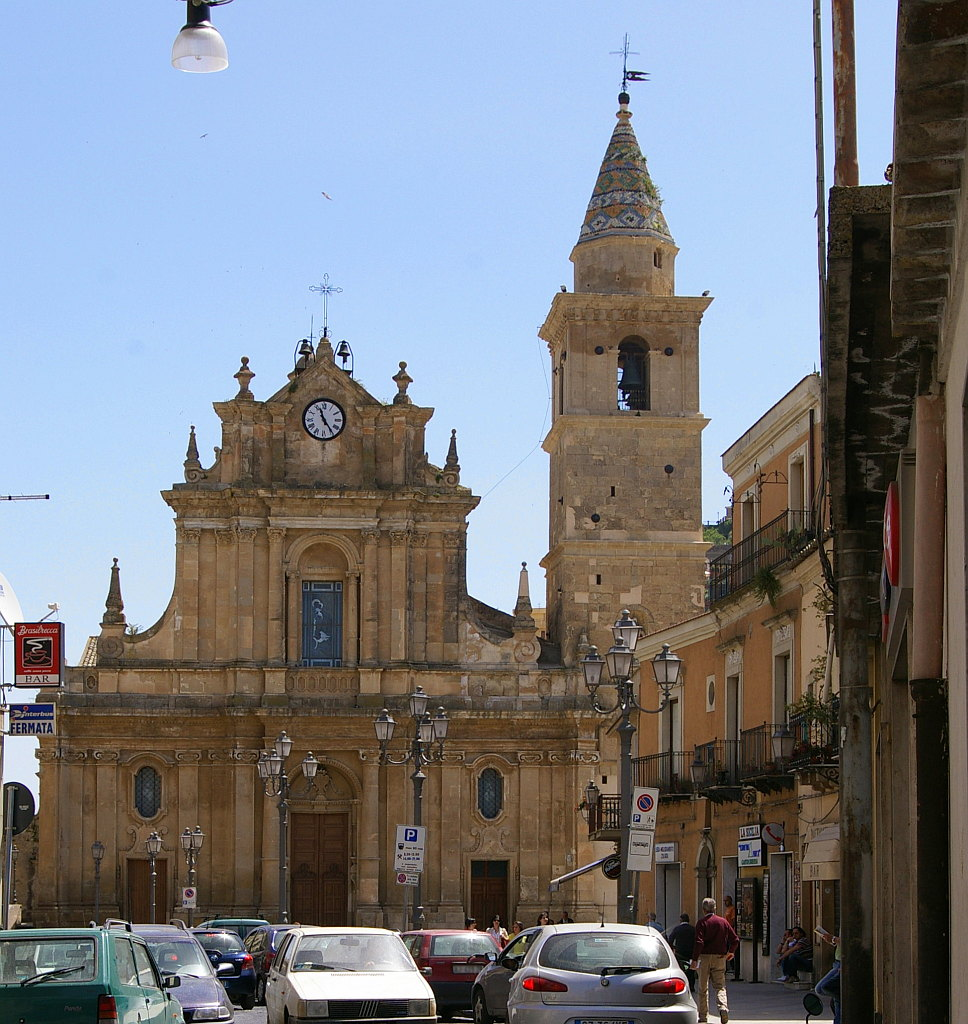
Chiesa Sant’Antonio di Padova

- Chiesa e oratorio Santissimo Salvatore mit aragonischem Portal, sie steht an der Piazza Roma
- Chiesa Santa Margherita, die größte Kirche von Agira, sie besitzt 14 Säulen
- Chiesa San Pietro Apostolo
- Chiesa Santa Maria Satira
- Badia San Filippo, mit Gemälden von Giuseppe Velasquez
- Chiesa Sant’Antonio di Padova, mit einer Statue des Hl. Silvester
- Chiesa Sant’Antonio Abate
- Chiesa Annunziata
- Chiesa di San Tommaso
- Chiesa e convento di Sant’Agostino
- Chiesa del Purgatorio
- Chiesa della Madonna del Carmelo
- Chiesa di Santa Chiara
- Chiesa di Santa Maria degli Angeli
- Chiesa di Santa Maria delle Grazie
- Chiesa di Santa Maria di Gesù
- Convento dei Minori Riformati

Auf dem Hügel gibt es noch eine Kastellburg mit Türmen aus arabischer Zeit.

## Söhne und Töchter der Stadt
- Diodor (1. Jahrhundert v. Chr.), griechischer Geschichtsschreiber
- Ignacio Corsini (1893–1967), argentinischer Sänger, Komponist, Textdichter und Schauspieler
- Antonino Lombardo (1912–1985), Archivar